# Eero Väre

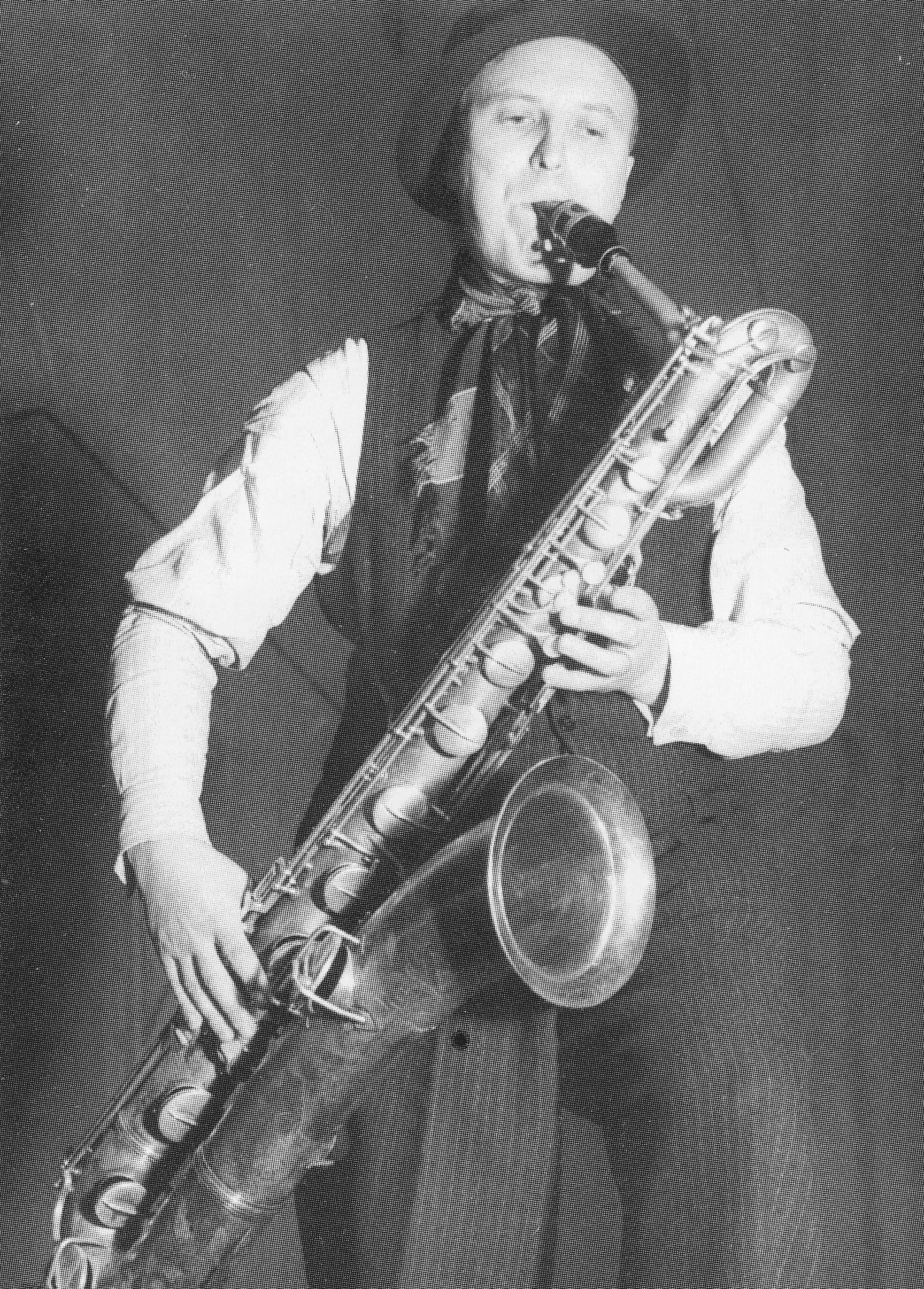
Eero Väre 1945.

Eero Väre (ursprungligen Wäre), född 22 februari 1913 i Åbo, död 11 juni 1972 i Helsingfors, var en finländsk sångare och musiker.
Under början av 1930-talet anslöt sig Väre till Ramblers och började under slutet av årtiondet att studera sång och senare även violin. Efter andra världskriget började Väre att spela i Ossi Aaltos och Erkki Ahos orkester. Under 1940-talet var Väre vid sidan om Henry Theel Finlands mest populära sångare. Från år 1953 var Väre andre tenor i Kipparikvartetti och grundade på 1960-talet en egen orkester. Under 1950- och 1960-talen undervisade Väre själv i sång. Under sin karriär som inspelande sångare, framförde han sånger av bland andra Usko Kemppi, Kaarlo Väinö Valve, Harry Bergström och Toivo Kärki.